# Mihăilești
Mihăileşti é uma cidade da Romênia com 7.161 habitantes, localizada no judeţ (distrito) de Giurgiu.